# Agelaea macrophylla
Agelaea macrophylla är en tvåhjärtbladig växtart som först beskrevs av Heinrich Zollinger, och fick sitt nu gällande namn av Leenh.. Agelaea macrophylla ingår i släktet Agelaea och familjen Connaraceae. Inga underarter finns listade i Catalogue of Life.